# Friedrich Wieseler

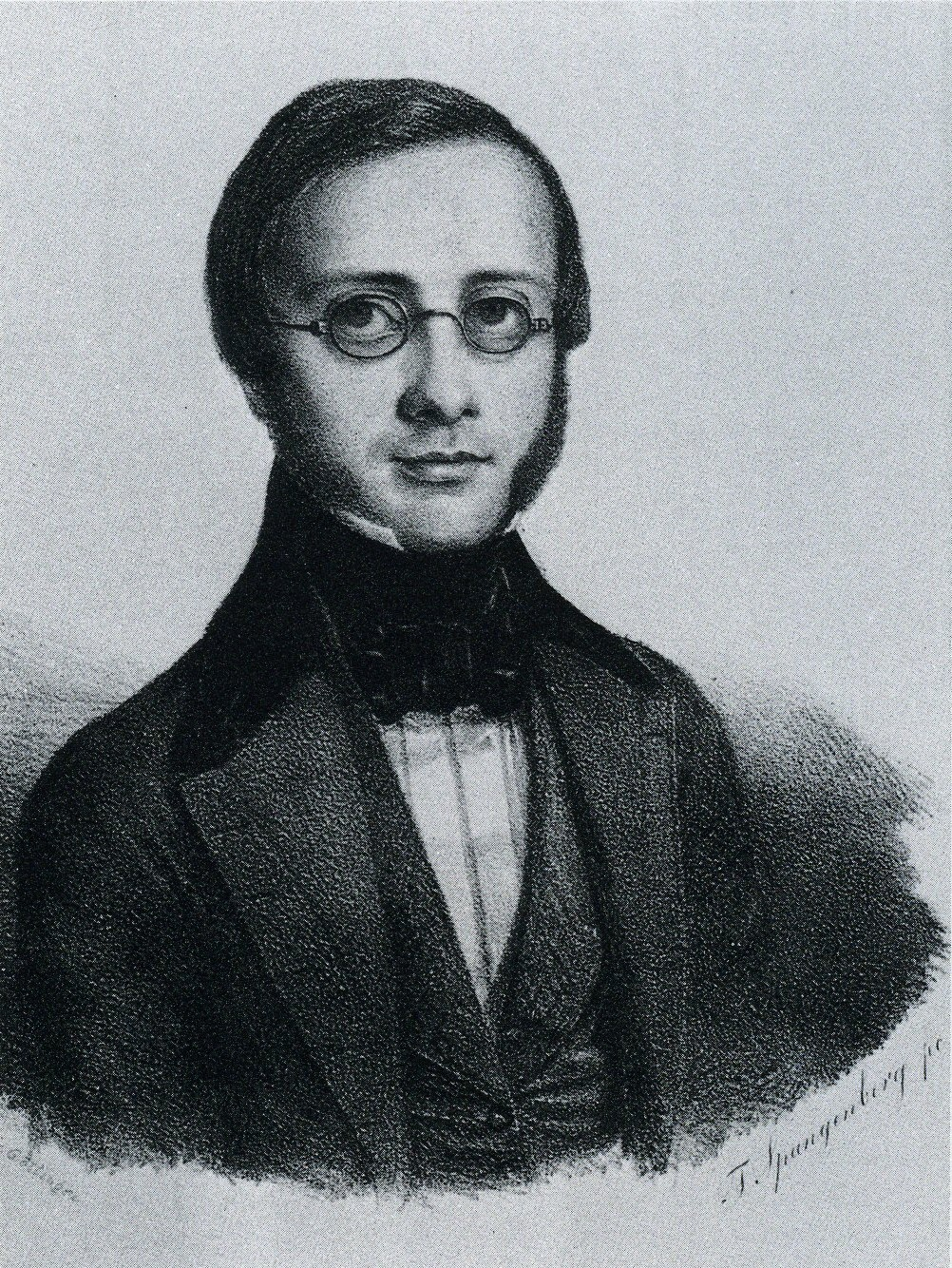

Friedrich Julius August Wieseler (* 19. Oktober 1811 in Altencelle; † 3. Dezember 1892 in Göttingen) war ein deutscher klassischer Archäologe und Philologe.

## Werdegang
Der Sohn eines Pastors studierte nach Schulbesuch in Salzwedel und Abitur in Göttingen ab 1830 an der Universität Göttingen klassische Philologie, vor allem bei Karl Otfried Müller. Von 1833 bis 1836 hielt er sich in Berlin auf, wo er Vorlesungen bei August Böckh besuchte und private Studien trieb, um anschließend nach Göttingen zurückzukehren. 1837 wurde Wieseler in Jena promoviert und habilitierte sich 1839 in Göttingen für Archäologie und Philologie. 1841 übernahm er die seit dem Tod Müllers vakante Leitung der archäologisch-numismatischen Sammlung (ab 1843 gemeinsam mit Müllers Nachfolger Karl Friedrich Hermann) und wurde 1842 außerordentlicher Professor. Nach der Ablehnung eines Rufs an die Universität Dorpat 1845 gründete Wieseler ein archäologisches Seminar. 1854 wurde er zum ordentlichen Professor ernannt und 1869 in die Göttinger Akademie der Wissenschaften aufgenommen. 1878/79 war er Dekan der Philosophischen Fakultät. 1889 gab Wieseler die Leitung der archäologisch-numismatischen Sammlung auf, lehrte aber weiter am archäologischen Seminar. Seit 1856 war er korrespondierendes Mitglied der Russischen Akademie der Wissenschaften in Sankt Petersburg.
Wieseler, der sich zunehmend zum Archäologen entwickelt hatte, hielt weiterhin enge Verbindung mit der Klassischen Philologie, u. a. mit Arbeiten zum antiken Theater. Auf dem Gebiet der Archäologie setzte er Müllers Denkmäler der alten Kunst fort und beschäftigte sich in mehreren Abhandlungen mit Göttersymbolen und -attributen. Wieseler hatte zahlreiche Schüler, die bedeutende Archäologen wurden. Während seiner Göttinger Zeit habilitierten sich bei ihm Alexander Conze (1861), Otto Benndorf (1868), Friedrich Matz (1870), Friedrich von Duhn (1879), Gustav Körte (1880) und Arthur Milchhöfer (1882). Weitere Schüler waren Wilhelm Heinrich Roscher, Habbo Gerhard Lolling und Georg Hubo.